# پارک ملی بیسکین
پارک ملی بیسکین (به انگلیسی: Biscayne National Park) نام پارکی طبیعی در ایالت فلوریدا در ایالات متحده آمریکا است.

## نگارخانه

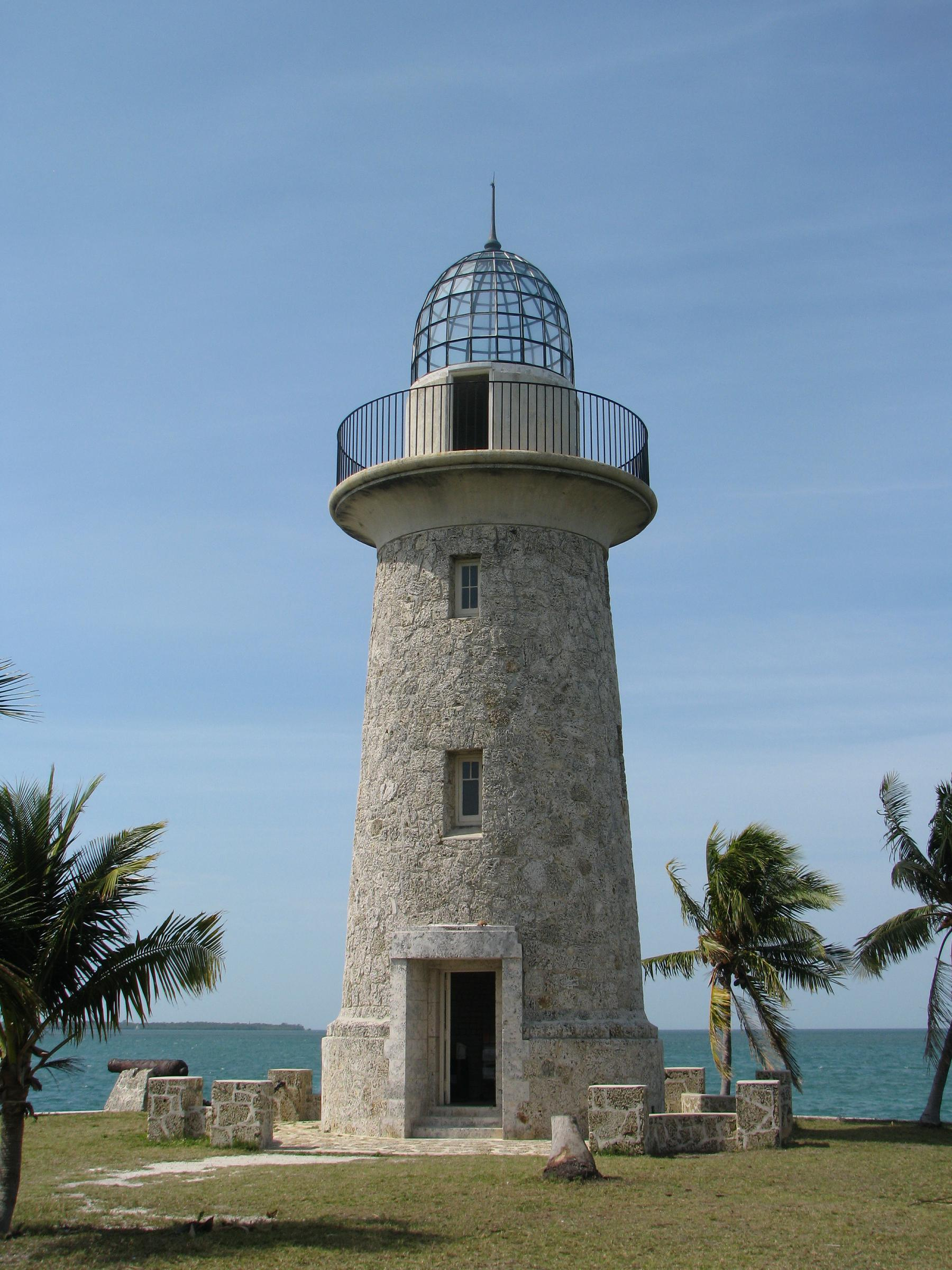